# Ronald Uviedo
Ronald Javier Uviedo (nacido el 7 de octubre de 1986 en Calabozo, estado Guárico) es un beisbolista venezolano, lanzador derecho que juega para los Piratas de Pittsburgh en las Grandes Ligas de Béisbol.
Actualmente, juega para los Leones del Caracas en la serie invernal de Venezuela.
Tiene una efectividad de 3.68.